# Чина скельна
Чина скельна, горошок скельний (Lathyrus saxatilis) — вид квіткових рослин родини бобових (Fabaceae).

## Морфологічна характеристика
Це тонкий, слабо запушений, трав'янистий однорічник, 7–45(80) см. Стебла кутасті, не крилаті, не лазять, висхідні, сильно розгалужені принаймні біля основи. Листки з 2–4 парами листочків; листочки 2.5–32 × 0.5–4 мм. Квітки блідо-блакитні чи кремові, 6–8 мм, поодинокі. Чашечка 2.5–4 мм, гола; зубці однакові, коротші за трубку. Біб лінійно-довгастий, 14–28 × 3.5–7 мм, голий. Насіння 3–6, гладке, майже кулясте, коричневе чи чорне, рідко строкате, 2.3–3.2 × 2.2–2.8 мм.

## Поширення
Північна Африка: пн. Алжир, пн. Лівія, Марокко; Західна Азія: Туреччина, Кіпр, Сирія; Європа: Боснія і Герцеговина, Хорватія, Франція (у т. ч. Корсика), Греція (у т. ч. Крит), Італія (у т. ч. Сардинія, Сицилія), Чорногорія, Північна Македонія, Сербія, Словенія, Іспанія (у т. ч. Балеарські острови), Україна. Вид зустрічається на скелястих схилах і пов'язаний з антропогенним середовищем, особливо на узбіччях доріг.
В Україні вид росте на сухих схилах, осипах — у пд. зх. ч. Криму.

## Використання
Вид є диким родичем (у групі таксонів 4) і потенційним донором генів культивованого гороху трав’янистого, вики запашної, гороху запашного, вики кіпрської та ряду інших культивованих видів Lathyrus.